# 아라동 (인천)
아라동(아라洞)은 인천광역시 서구의 아라뱃길 북부에 위치한 검단 지역의 원당동과 당하동 일부를 관할하는 행정동이다. 또한 검단 신도시 개발과 동시에 원당대로를 중간에 통과하고 있으며, 이곳에는 유현사거리가 인근에 위치한다.

## 연혁
- 1995년 3월 1일 : 경기도 김포군 검단면이 인천광역시 서구로 편입되어 검단동으로 변경
- 2005년 9월 1일 : 검단1동의 일부(당하동 동부)와 검단2동의 일부(원당동)를 합쳐 검단3동 신설[1]
- 2018년 7월 1일 : 검단3동을 원당동으로 개칭
- 2021년 6월 1일 : 원당동에서 아라동이 분동

## 교통
도로
- 원당대로
- 이음대로
- 장제로
- 풍무로
- 바리미로
- 발산로
- 가우리들로
- 매밭로

## 법정동
- 원당동(元當洞): 동부
- 당하동(堂下洞): 동부

## 같이 보기
- 검단신도시

## 아파트
| 단지명                            | 건설사                                                                      | 시행사                                                              | 주소                      | 입주              | 비고 |
| --------------------------------- | --------------------------------------------------------------------------- | ------------------------------------------------------------------- | ------------------------- | ----------------- | ---- |
| 검단신도시 예미지 트리플에듀      | ㈜제이에스글로벌                                                            | 금성백조주택㈜                                                      | 서구 서로4로 89 (원당동)  | 2022년 6월        |      |
| 검단신도시 예미지 더 시그너스     | ㈜제이에스글로벌                                                            | 금성백조주택㈜                                                      | 서구 이음1로 136 (당하동) | 2023년 10월       |      |
| 검단신도시 대성베르힐 더 프리미어 | 디에스종합건설㈜                                                            | 인천검단피에프브이㈜                                                | 서구 이음1로 154          |                   |      |
| 검단신도시 신안인스빌 어반퍼스트  | ㈜신안                                                                      | ㈜관악                                                              | 서구 이음1로 173 (당하동) | 2022년 7월        |      |
| 검단신도시 호반써밋 1차           | 호반산업㈜                                                                  | ㈜티에스주택                                                        | 서구 이음5로 15 (원당동)  | 2021년 6월        |      |
| 검단신도시 호반써밋 프라임뷰      | 호반건설                                                                    | ㈜티에스리빙                                                        | 서구 이음2로 70 (당하동)  | 2022년 5월        |      |
| 검단신도시 호반써밋 3차           | 호반산업㈜                                                                  | ㈜티에스리빙                                                        |                           |                   |      |
| 검단신도시 우미린 더 시그니처     | 우미건설                                                                    | 우미건설                                                            | 서구 이음5로 39 (원당동)  | 2022년 1월        |      |
| 검단신도시 우미린 더 헤리티지     | 우미건설 ㈜우미토건                                                         | ㈜심우건설                                                          | 서구 이음4로 94 (원당동)  | 2022년 10월       |      |
| 검단신도시 우미린 파크뷰 1단지    | ㈜우미개발 ㈜명상건설                                                       | ㈜우미산업개발                                                      | 서구 이음2로 89 (당하동)  | 2023년 7월        |      |
| 검단신도시 우미린 파크뷰 2단지    | ㈜우미개발 ㈜명상건설                                                       | ㈜전승건설                                                          | 서구 이음2로 90 (당하동)  | 2023년 7월        |      |
| 검단신도시 우미린 리버포레        | 우미건설                                                                    | ㈜우미대한제28호위탁관리부동산투자회사                              | 서구 이음3로 221 (원당동) | 2023년 8월        |      |
| 검단신도시 디에트르 리버파크      | 대방건설                                                                    | ㈜대방하우징                                                        | 서구 이음1로 332 (원당동) | 2022년 10월       |      |
| 검단신도시 디에트르 더 힐         | 대방건설                                                                    | ㈜대방건설                                                          | 서구 서로3로 255 (원당동) | 2022년 9월        |      |
| 검단신도시 디에트르 더 펠리체     | 대방건설                                                                    | ㈜대방건설                                                          | 서구 이음2로 30 (당하동)  | 2022년 1월        |      |
| 검단신도시 파라곤 보타닉파크      | ㈜라인건설                                                                  | ㈜바우하우스                                                        | 서구 서로3로 225 (원당동) | 2022년 5월        |      |
| 검단신도시 파라곤 센트럴파크      | ㈜라인산업                                                                  | ㈜이지산업개발                                                      | 서구 이음2로 29 (당하동)  | 2022년 6월        |      |
| 검단신도시 푸르지오 더 베뉴       | 대우건설                                                                    | 경화건설㈜ ㈜장형기업 대우건설 동부건설 ㈜청명디앤씨 ㈜하나자산신탁 |                           |                   |      |
| 검단신도시 모아미래도 엘리트파크  | ㈜미래도이엔씨                                                              | ㈜미래도이엔씨                                                      | 서구 서로3로 50 (당하동)  | 2022년 8월        |      |
| 검단신도시 유승한내들 에듀파크    | ㈜유승종합건설                                                              | ㈜유승종합건설                                                      |                           |                   |      |
| 검단신도시 대광로제비앙 라포레    | 대광건영㈜                                                                  | 대광건영㈜                                                          | 서구 서로3로 277 (원당동) | 2022년 5월        |      |
| 검단신도시 한신더휴 어반파크      | 한신공영                                                                    | ㈜한신대한제1호위탁관리부동산투자회사                               | 서구 매밭로 130 (당하동)  | 2023년 3월        |      |
| 검단신도시 한신더휴 캐널파크      | 한신공영                                                                    | 보광종합건설㈜                                                      | 서구 이음3로 125 (당하동) | 2021년 9월        |      |
| 검단신도시 모아엘가 그랑데        | 혜림건설㈜                                                                  | ㈜덕평산업개발                                                      | 서구 이음4로 93 (당하동)  |                   |      |
| 검단신도시 금호어울림 센트럴      | 금호산업                                                                    | 인천도시공사 금호산업 ㈜경화건설                                    | 서구 이음5로 65           |                   |      |
| 검단신도시 e편한세상 웰카운티     | DL이앤씨 신동아건설 ㈜국원건설 ㈜선두종합건설 ㈜보광종합건설 청암종합건설㈜ | 인천도시공사 컨소시엄                                               |                           | 2026년 7월 (예정) |      |